# Taheitia mariannarum
Taheitia mariannarum е вид коремоного от семейство Truncatellidae.

## Разпространение
Видът е разпространен в Гуам.